# فو كوانغ نام
فو كوانغ نام (بالفيتنامية: Vũ Quang Nam)‏ هو لاعب كرة قدم فيتنامي في مركز الوسط، ولد في 22 أغسطس 1992 في Quỳnh Lưu district ‏ في فيتنام. لعب مع نادي سونغ لام نغي أن.

## وصلات خارجية
- فو كوانغ نام على موقع قاعدة بيانات كرة القدم.إي يو (الإنجليزية)
- فو كوانغ نام على موقع Soccerway.com (الإنجليزية)